# Gripencentrum

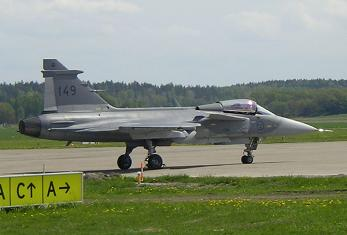
JAS 39 Gripen

Gripencentrum är beläget vid Skaraborgs flygflottilj (F 7). Denna flottilj har sitt säte i Såtenäs i Västergötland. Gripencentrum har i uppgift av det svenska flygvapnet att främja svensk flygexport och att ta emot utländskt besök. Vid Gripencentrum sker också flyguppvisningar och hörsalar för föreläsningar finns. År 1996 invigdes Gripencentrum och i samband med detta var kung Carl XVI Gustaf och Drottning Silvia på plats.